# Cervera inermis
Cervera inermis är en korallart som först beskrevs av Berenguier 1954.  Cervera inermis ingår i släktet Cervera och familjen Cornulariidae. Inga underarter finns listade i Catalogue of Life.